# Epiblepisanis
Epiblepisanis is een kevergeslacht uit de familie van de boktorren (Cerambycidae). De wetenschappelijke naam van het geslacht werd voor het eerst geldig gepubliceerd in 1998 door Teocchi.

## Soorten
Epiblepisanis is monotypisch en omvat slechts de volgende soort:
- Epiblepisanis mystrocnemoides (Breuning, 1950)